# Bibliothèque d'Aalto
La bibliothèque d'Aalto (finnois : Jyväskylän uimahalli), est un bâtiment de l'université de Jyväskylä construit sur Seminaarinmäki à Jyväskylä en Finlande.